# City of Love
Singles de Mylène Farmer
Stolen Car
(2015) Rolling Stone
(2018)
City of Love est une chanson de Mylène Farmer, sortie en single le 8 janvier 2016 en version digitale et le 25 mars 2016 en version physique, en tant que deuxième extrait de l'album Interstellaires. 
Sur une musique pop composée par Mylène Farmer, Martin Kierszenbaum et Matthew Koma, la chanteuse écrit un texte positif sur l'amour (« Les mots au bout des lèvres, un chemin vers la vie », « N'avoir d'autre vœux que l'autre, même un instant »).
Le clip, réalisé par Pascal Laugier, présente Mylène Farmer en créature ailée déambulant dans une maison abandonnée, et fait référence à plusieurs œuvres du cinéma fantastique.
La chanson se classe no 1 du Top Singles.
Martin Kierszenbaum, le réalisateur et co-compositeur de l'album Interstellaires, proposera un remix reggae du titre avec la collaboration du chanteur jamaïcain Shaggy.

## Contexte et écriture
En décembre 2012, Mylène Farmer sort l'album Monkey Me, qui signe ses retrouvailles avec Laurent Boutonnat. 
Certifié triple disque de platine en moins d'un mois, cet album donne lieu à la tournée triomphale Timeless 2013 qui attire plus de 500 000 spectateurs.
Immobilisée à la suite d'une chute qui lui vaudra un plâtre pendant plusieurs semaines, la chanteuse écrit un nouvel album et fait appel au producteur américain Martin Kierszenbaum, qui a notamment travaillé avec Sting, Lady Gaga, t.A.T.u. et Keane.

L'album Interstellaires sort le 6 novembre 2015 et se classe directement no 1 des ventes, porté par le succès du premier extrait Stolen Car en duo avec Sting.
Un mois après sa sortie, alors que l'album est certifié triple disque de platine, Mylène Farmer choisit la ballade pop City of Love en tant que deuxième single.

Sur une musique planante composée par elle-même, Martin Kierszenbaum et Matthew Koma, la chanteuse écrit un texte positif dans lequel l'amour est présenté comme pouvant illuminer la vie (« Les mots au bout des lèvres, un chemin vers la vie », « N'avoir d'autre vœux que l'autre, même un instant »).
Les mots « City of Love » sont les seuls mots en anglais, au sein de ce texte écrit entièrement en français.

## Sortie et accueil critique
Diffusé en radio à partir du 8 janvier 2016, le single sort le 25 mars 2016.
Au mois de février 2016, Martin Kierszenbaum propose un remix reggae du titre avec la collaboration du chanteur jamaïcain Shaggy.

### Critiques
- « Une ballade au refrain plutôt positif. » (20 minutes)[8]
- « Une chanson superbe. » (Télé Moustique)[9]
- « Kierszenbaum apporte sa science du tube sur ce disque. Et ça fonctionne plutôt bien. »[10]
- « Dans cette ballade, Mylène Farmer évoque ses tourments et son salut par l'amour sur un refrain particulièrement planant »[11].
- « Une des pistes les plus lumineuses de son album Interstellaires »[12].

## Vidéo-clip

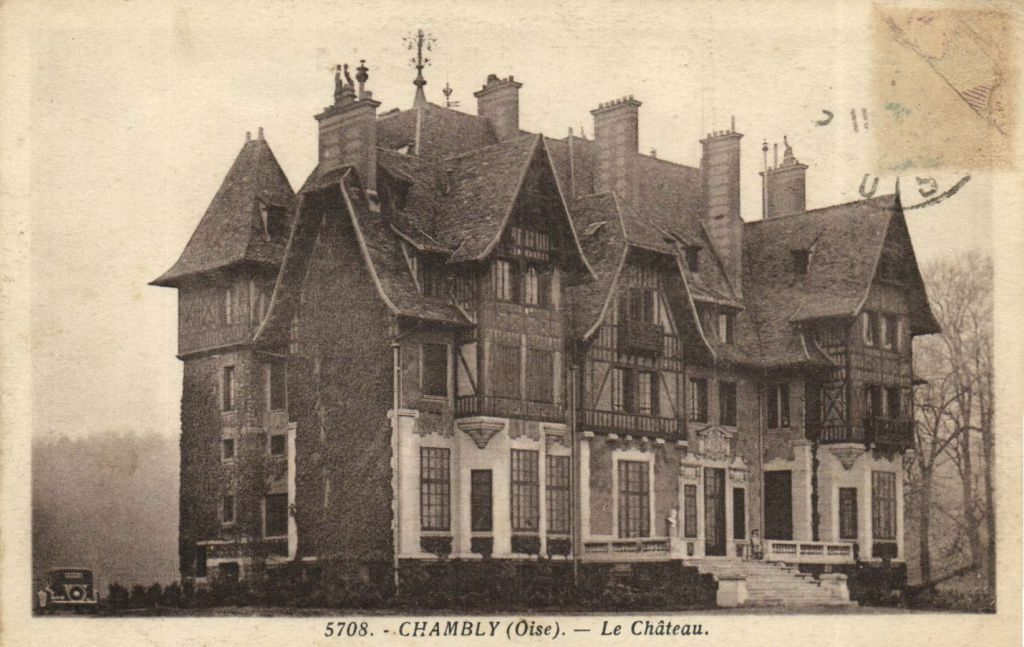
Le Château de Chambly.

Réalisé par Pascal Laugier, le clip est tourné au Château de Chambly dans l'Oise.

Mylène Farmer apparaît grimée en créature blanche et ailée, déambulant dans une maison abandonnée et poussiéreuse. 
Cette transformation nécessite 6h30 de maquillage.
Plusieurs références au cinéma fantastique sont présentes dans ce clip, à l'instar de Edward aux mains d'argent de Tim Burton, Psychose et Les oiseaux d'Alfred Hitchcock, Cabal de Clive Barker ou encore Crimson Peak et Le Labyrinthe de Pan de Guillermo del Toro,.

Plusieurs œuvres de Hendrik Goltzius apparaissent également dans le clip, comme Labor en Diligentia, Mars and Venus ou encore Pluto and Proserpine, ainsi que des sculptures d'Antonio Canova comme Psyché ranimée par le baiser de l'Amour.
C'est à la suite de cette collaboration que Mylène Farmer jouera dans le film Ghostland de Pascal Laugier, qui sortira deux ans plus tard et connaîtra un succès critique et public, remportant plusieurs prix internationaux.

### Synopsis

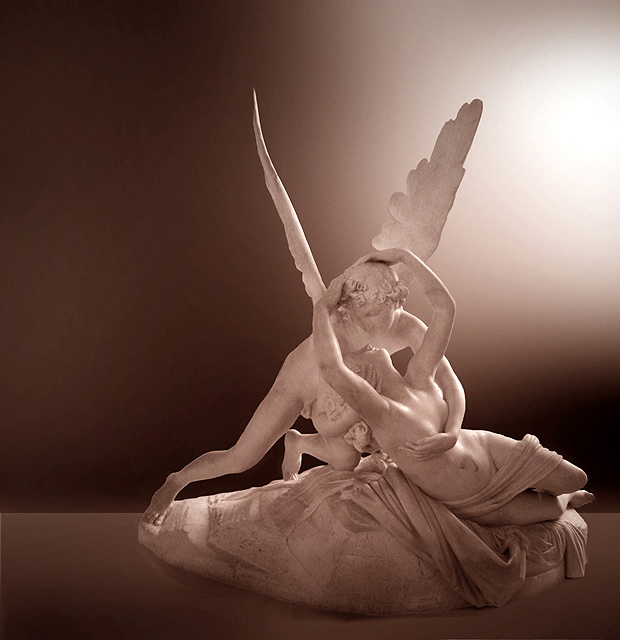
Psyché ranimée par le baiser de l'Amour.

Par une violente nuit d'orage, aux abords d'un château isolé, plusieurs oiseaux gisent au sol, victimes de violents éclairs et de vents tourbillonnants qui leur brisent les ailes.
Une étrange créature albinos, avec des ailes déchirées et un crâne recouvert de pics de couleur orange, parvient à ouvrir la porte de la demeure abandonnée. Après avoir découvert sa propre apparence devant un miroir, elle visite les pièces de la maison qui abrite un véritable cabinet de curiosités : sculptures, tableaux, dessins, gravures, photographies... La créature semble fascinée par ces œuvres qui évoquent le corps humain et plus particulièrement les relations amoureuses entre humains.
La lumière d'un éclair dévoile soudain une silhouette cachée derrière un rideau. Après un sursaut, la créature finit par s'approcher, intriguée : il s'agit en fait d'un pantin de bois de taille humaine. Elle se met alors à reproduire peu à peu les gestes tendres que se donnaient les couples sur les divers objets qu'elle a vus, avant de se blottir dans ses bras.

### Sortie et accueil
Diffusé en exclusivité le 20 décembre 2015 sur le site d'Allociné, le clip est diffusé dès le lendemain à la télévision.
- « Un clip où la poésie se mêle à l'horreur avec une noirceur mélancolique. »[19]
- « Mylène Farmer aime déranger et faire les choses en grand. Elle le prouve une fois de plus, avec le clip de sa chanson City of Love. Signé du réalisateur français Pascal Laugier, qui s'est spécialisé dans le genre de l'horreur (The Secret, Martyrs), le clip dénote volontairement avec le texte en apparence romantique de la chanson aux sonorités de ballade. En revanche, il colle totalement à l'esthétique de Mylène Farmer, adepte de la grandiloquence et de la maxime de Baudelaire : « Le beau est toujours bizarre ». »[14]
- « Habituée à produire de véritables petits films pour illustrer ses morceaux, la chanteuse n'a une fois de plus pas lésiné sur les moyens. »[20]
- « Un clip horrifique, entre épouvante et ambiance fantastico-gothique, dans lequel on retrouve autant le cinéma de Laugier (le manoir n'est pas sans rappeler l'orphelinat hanté de Saint Ange) comme la patte Farmer, tantôt romanesque, tantôt gothique. »[21]

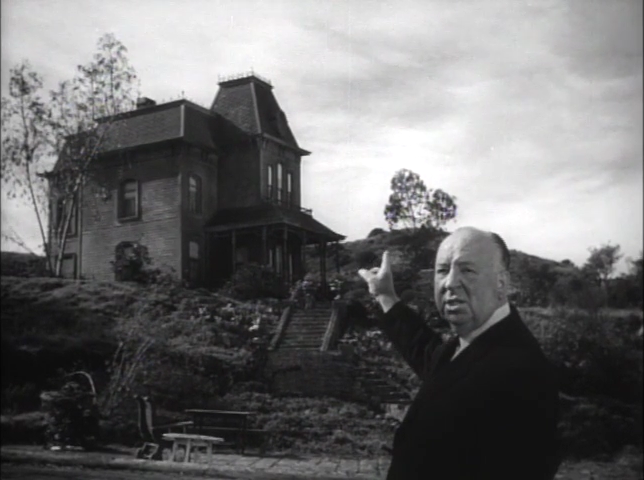
Alfred Hitchcock devant la maison du film Psychose.

- « Une réalisation très soignée »[11].
- « City of Love convoque plusieurs références majeures du cinéma fantastique et horrifique, tout en imposant son propre univers et sa propre patte, en mêlant effroi, tendresse et poésie, et s'impose comme une nouvelle réussite cinématographico-musicale pour la chanteuse. »[16]
- « Glauque et hypnotique à la fois. »[22]
- « En moins d'une minute, l'ambiguïté du texte de Mylène Farmer trouve ici un écrin horrifique. Une maison abandonnée, un ciel de nuit noir corbeau, la foudre qui tombe, ces premières images rappellent irrésistiblement la demeure hantée de Norman Bates dans l'un des chefs-d'œuvre d'Alfred Hitchcock, Psychose. »[23]

## Promotion
Mylène Farmer n'effectue aucune promotion pour la sortie de ce single.

## Classements hebdomadaires
Après être entré à la deuxième place du Top Singles, le single se classe no 1 dès la semaine suivante.
| Classement (2016)              | Meilleure position |
| ------------------------------ | ------------------ |
| Belgique - Wallonie (Ultratip) | 38                 |
| France (Ventes)                | 1                  |
| France (TV)                    | 37                 |
| Royaume-Uni (UK Singles Chart) | 70                 |

## Liste des supports
| 1. | City of Love                                 | 4:25 |
| 2. | City of Love (feat. Shaggy - Martin's Remix) | 3:34 |

| 1. | City of Love                | 4:25 |
| 2. | City of Love (instrumental) | 3:34 |

## Crédits
- Paroles : Mylène Farmer[1]
- Musique : Mylène Farmer, Martin Kierszenbaum, Matthew Koma
- Programmation, basse, percussions et claviers : Martin Kierszenbaum
- Guitare : Jerry Fuentes
- Batterie : Zach Jones
- Prise de son et mixage : Jérôme Devoise
- Studio d'enregistrement : Studio Guillaume Tell
- Ingénieurs prise de son USA : Guy Lake et Robert Orton
- Éditions : Martin Cherrytree Music, Universal Music, Stuffed Monkey[30]

## Interprétations en concert
City of Love n'a jamais été interprété en concert.

## Albums et vidéos incluant le titre

### Albums de Mylène Farmer
| Année | Album            | Version                                     | Durée | Certifications de l'album |
| 2015  | Interstellaires, | Version Album Instrumental (réédition 2021) | 4:26  | 3 × Platine · Or          |
| 2020  | Histoires de     | Version Album                               | 4:26  | Platine                   |

### Vidéos de Mylène Farmer
| Année | Vidéo                             | Version                                | Durée     | Certifications de la vidéo |
| 2021  | Les clips - L'intégrale 1999-2020 | Vidéo-clip Martin's Remix feat. Shaggy | 5:11 3:32 | -                          |